# شون لاك
شون لاك (بالإنجليزية: Sean Lake)‏ هو دراج أسترالي، ولد في 6 ديسمبر 1991 في وايللا في أستراليا.

## وصلات خارجية
- شون لاك على موقع الاتحاد الدولي للدراجات (الإنجليزية)
- شون لاك على موقع أرشيف الدراجات (الإنجليزية)
- شون لاك على موقع إحصائيات الدراجات الإحترافية (الإنجليزية)
- شون لاك على موقع نسبة الدراجات (الإنجليزية)
- شون لاك على موقع الاتحاد الدولي للتجديف (الإنجليزية)